# Bejkovna (Hradec Králové)
Bejkovna je vodní plocha o rozloze 2,27 ha vzniklá jako mrtvé rameno řeky Orlice po provedení regulace Orlice  v dvacátých letech 20. století. Jedná se o rybářskou lokalitu téměř v centru města Hradec Králové. Nachází se v blízkosti II silničního okruhu u tenisových kurtů asi 300 m západně od Malšovického jezu. 

## Galerie

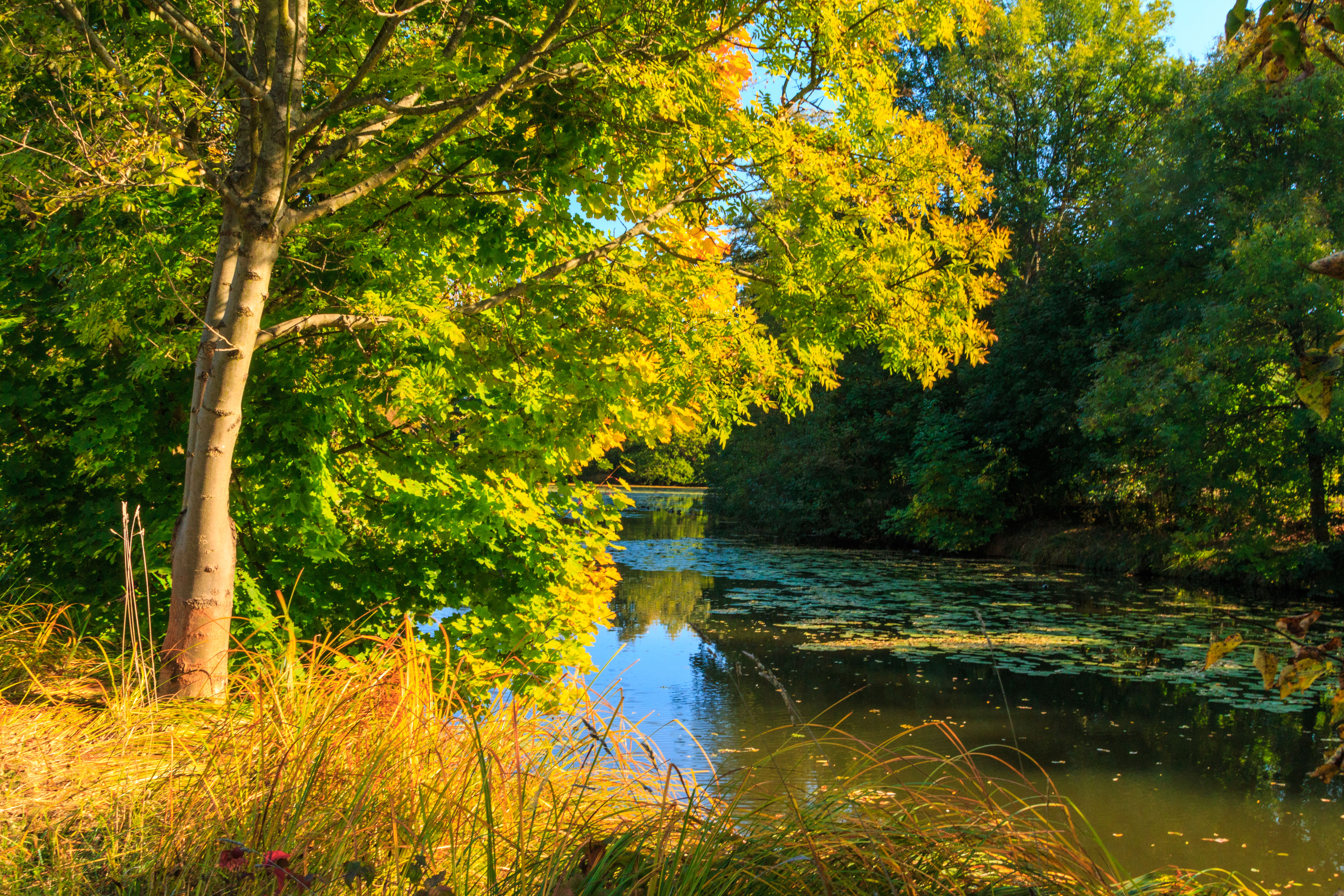
pohled na mrtvé rameno Bejkovna
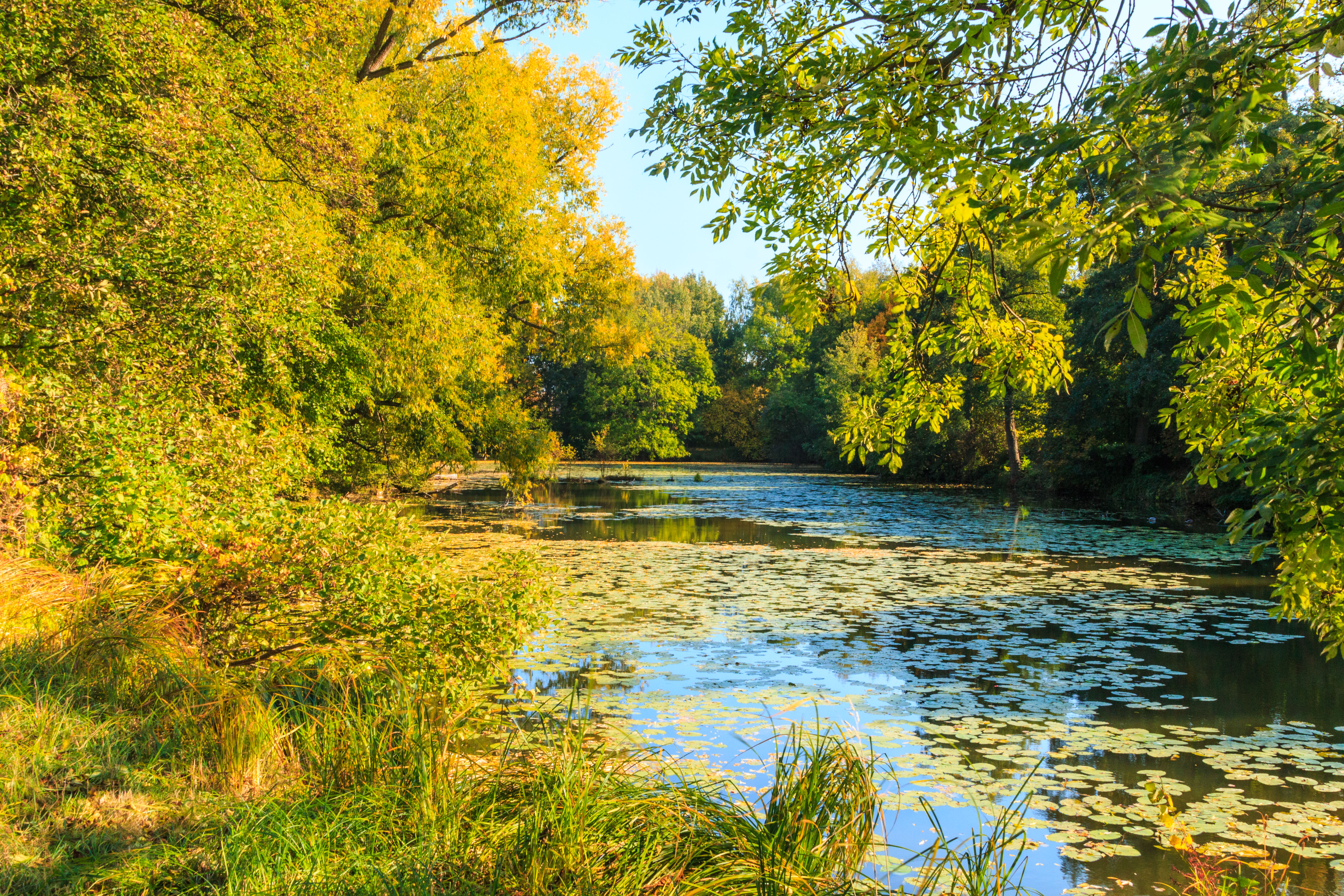
pohled na mrtvé rameno Bejkovna
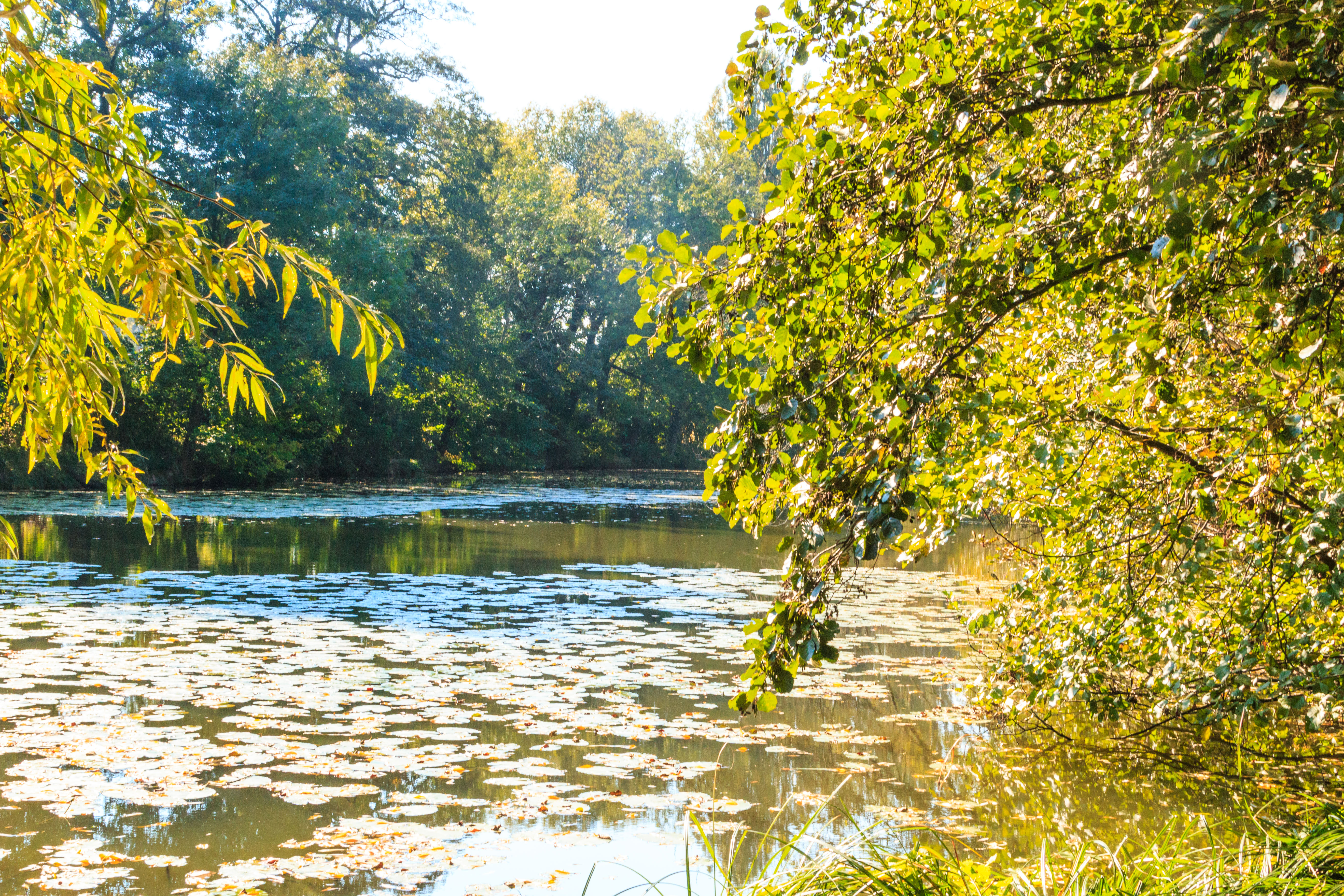
pohled na mrtvé rameno Bejkovna